# Síndrome de parkinsonismo-hiperpirexia
El síndrome de parkinsonismo-hiperpirexia es una complicación poco frecuente de la enfermedad de Parkinson que está provocado por la retirada brusca del tratamiento, sobre todo la levodopa.

## Sinonimia
Recibe otros nombres, entre ellos síndrome neuroléptico maligno-like para diferenciarlo del síndrome neuroléptico maligno y síndrome dopaminérgico maligno. 

## Etiología
En la mayor parte de los casos está provovado por la retirada brusca del tratamiento para la enfermedad de Parkinson o disminución de la dosis.

## Clínica
Los síntomas principales son elevación manifiesta de la temperatura corporal (hiperpirexia), disminución del nivel de conciencia, rigidez muscular y elevación de las cifras de CPK en sangre por rabdomiólisis.

## Complicaciones
Las principales complicaciones son insuficiencia renal aguda, neumonia por aspiración, trombosis venosa profunda, embolismo pulmonar y coagulación intravascular diseminada. Puede ser mortal. 

## Tratamiento
Medidas generales y reinstaurar el tratamiento para la enfermedad de Parkinson.